# Hydnora sinandevu
Hydnora sinandevu är en tvåhjärtbladig växtart som beskrevs av Beentje & Q.Luke. Hydnora sinandevu ingår i släktet Hydnora och familjen Hydnoraceae. Inga underarter finns listade i Catalogue of Life.